# 瑞應寺 (名古屋市)
瑞應寺（ずいおうじ）は、愛知県名古屋市北区如意二丁目にある臨済宗の寺院。

## 概要
南朝の雄であり、後に味鋺と如意の領主となった石黒重行の墓がある。

## 歴史
開基は夢窓疎石と伝わる。『張州府志』によれば、それを応永年間に当地を治めた長谷川朝房が中興したという。ただし、『尾張徇行記』では、朝房ではなくその父である重行が中興したとする。寺伝では1419年（応永26年）に長谷川重行により開基したと伝わる。寺に残る重行寄進とする明版大般若経には「尾張州春日県如意瑞竜寺」とあり、当初は「瑞應寺」の寺号ではなく「瑞竜寺」であったとうかがえる。また、1582年（天正10年）の織田信雄による安堵状が残っているが、これには「瑞応寺」とあるとされる。

## 文献案内
- 西春日井郡 編「瑞應寺」『西春日井郡誌』西春日井郡、1923年3月、388-389頁。
- 名古屋市楠町誌編纂委員会 編「瑞応寺」『名古屋市楠町誌』名古屋市楠町誌刊行会、名古屋、1957年10月10日、597-603頁。